# 湿生阔蕊兰
湿生阔蕊兰（学名：Peristylus humidicolus），为兰科阔蕊兰属下的一个植物种。